# Santi Manganaro Passanisi
Santi Manganaro Passanisi, all'anagrafe Santo Manganaro (Catania, 1914 – Catania, 30 aprile 1968), è stato un imprenditore e dirigente sportivo italiano, primo presidente del Catania, dal 1946 al 1948.

## Biografia
Commerciante all'ingrosso di carta e di cartoni per l'imballaggio, fu appassionato di ciclismo ed entrò nel mondo dello sport sul finire degli anni trenta come fondatore e presidente della Società Ciclistica Etna.
Nel 1944 fondò l'Unione Sportiva Elefante di cui fu presidente, debuttando così anche in ambito calcistico: la squadra partecipò al Campionato siciliano 1944-1945. A conclusione del torneo, l'Elefante si fuse con l'Unione Sportiva Catanese, altra società cittadina, dando vita all'Unione Sportiva Catanese Elefante, di cui fu presidente lo stesso Manganaro. 
Nel 1946 un'ulteriore fusione societaria tra la Catanese Elefante e la Virtus Catania portò alla nascita del Calcio Club Catania, di cui fu designato presidente. Gli fu vicepresidente Giuseppe Lorenti. Sotto la sua presidenza il Catania giocò in Serie C un anno anonimo e un anno vinse il girone (senza però venire promosso in Serie B). 
Dopo la sua esperienza da massimo dirigente del club rossazzurro, si dedicò alle sue attività imprenditoriali. Ragioni di salute lo costrinsero ad avere sempre meno contatti con il mondo dello sport, pur non distaccandosene del tutto, essendo stato negli ultimi anni della sua vita presidente della società catanese di pallanuoto della Rari Nantes.